# Závada (Nitra)
Závada é um município da Eslováquia, situado no distrito de Topoľčany, na região de Nitra. Tem 8,95 km² de área e sua população em 2018 foi estimada em 596 habitantes.

## Demografia
| Ano:        | 1994 | 2004   | 2014 | 2024   |
| ----------- | ---- | ------ | ---- | ------ |
| Broj ljudi: | 702  | 640    | 576  | 570    |
| Razlika:    |      | -8,83% | -10% | -1,04% |

| Ano:               | 2023 | 2024   |
| ------------------ | ---- | ------ |
| Número de pessoas: | 571  | 570    |
| Diferença:         |      | -0,17% |